# Organización Nacional para la Reforma de las Leyes de Marihuana
La Organización Nacional para la Reforma de las Leyes de Marihuana  (en inglés National Organization for the Reform of Marijuana Laws o NORML) es una organización estadounidense, sin fines de lucro. Fundada en 1970 por Keith Stroup. Con base de Washington, cuyo objetivo es "mover la opinión pública lo suficiente para lograr la derogación de la prohibición del cannabis a fin de que el uso responsable de esta droga por parte de los adultos ya no está sujeto a pena. Según su sitio web, la organización "apoya la eliminación de todas las sanciones penales por la posesión privada y el uso responsable de la marihuana por parte de los adultos, incluido el cultivo para uso personal, sin fines de lucro, ocasional y la transferencia de pequeñas cantidades", y "apoya el desarrollo de una legalmente controlada del mercado del consumo de cannabis ". La Organización y el apoyo de la Fundación, tanto la lucha contra el enjuiciamiento en virtud de las leyes de la marihuana y los que trabajan para legalizar la marihuana.